# Цхададзе, Кахабер Джумберович
Кахабе́р Джумбе́рович Цхада́дзе (груз. კახაბერ ჯუმბერის ძე ცხადაძე; род. 7 сентября 1968[…], Рустави) — советский и грузинский футболист, грузинский футбольный тренер. Мастер спорта СССР международного класса (1992).

## Биография
Футболом начал заниматься в 1976 году в руставском детском клубе «Ариши». Первые тренеры — Мурман Гоголадзе и Томаз Додашвили.
По окончании 8-го класса играл за «Ариши» во 2-й группе первенства Грузии. Затем Цхададзе оказался в команде 2-й лиги «Металлург» (Рустави), куда его пригласил Шота Чеишвили. Он же вскоре порекомендовал игрока Нодару Ахалкаци, который взял его в дубль, позволяя при этом играть за «Металлург». Через некоторое Цхададзе получил травму и покинул «Динамо». В 1987 Чеишвили оказался в тренерском штабе «Динамо» и вновь пригласил в команду Цхададзе.
В 1988 году дебютировал за основной состав «Динамо» в чемпионате СССР. Выход команды из союзного чемпионата не принял и решил выступать за московский «Спартак», куда его звал Олег Романцев. Проведя неделю в «Спартаке», после визита на базу команды брата Гочи и начальника «Динамо» Владимира Гуцаева, вернулся в клуб, где провёл ещё год.
В 1989 играл за молодёжную сборную СССР под руководством Владимира Радионова.
В 1991 году отыграл полгода в Швеции за «ГИФ Сундсвалль» вместе с Сосо Чедией. С конца 1991 попал под пристальное внимание тренера сборной СССР Бышовца, который сообщил Цхададзе: «Хочешь попасть на Евро-92, переезжай в серьёзную команду, лучше всего — в Россию». При этом Цхададзе уже провёл 2 игры за сборную Грузии против Литвы и Молдовы, но, понимая, что в ближайшие годы перспективы грузинской сборной на крупных турнирах туманны, последовал пожеланиям Бышовца.
Сначала с помощью Кулькова и Юрана был приглашен на смотрины в «Бенфику», однако ехал туда с травмой, которая помешала проявить себя. Главный тренер «Бенфики» Эрикссон предложил подождать год, поэтому Цхададзе решил перейти в московский «Спартак», где и начал сезон 1992. На чемпионат Европы 1992 года его в итоге взяли, но проявить себя там не удалось. После Евро-92 взял отпуск и уехал в Тбилиси. Из-за нестабильной политической обстановки вовремя вернуться не смог, чем вызвал неудовольствие со стороны тренерского штаба команды. Кроме того, на одной из тренировок в борьбе за мяч столкнулся с Александром Мостовым, ненадолго приехавшим в Москву и получившим разрешение тренироваться с командой. Результатом столкновения стал перелом носа и сотрясение мозга. Все вместе это привело к потере места в основе «Спартака». В итоге Цхададзе принял решение уйти из команды. Вторую половину сезона играл за «Динамо» и одновременно вернулся в сборную Грузии.
В январе 1993 года продан в клуб Бундеслиги «Айнтрахт» из Франкфурта. В команде занял место переднего защитника. Первые 1,5 года играл практически без замен, помог клубу в сезоне 1992/93 занять 3-е место и квалифицироваться в Кубок УЕФА.
Во время матча Кубка УЕФА 1993/94 «Айнтрахт» — «Казино» (Зальцбург) стал участником примечательного эпизода. Арбитр матча Сергей Хусаинов за незначительный фол решил дать жёлтую карточку игроку «Айнтрахта», которая стала бы уже второй в турнире для последнего. Цхададзе крикнул Хусаинову: «Григорьич, прошу, не надо». Он был уверен, что их никто не поймет, но не учел, что тренер австрийцев Отто Барич — хорват и немного понимает по-русски. Барич выскочил к бровке и закричал: «Руссишес швайн!» Цхададзе ему ответил, а Барич плюнул в него. В итоге Хусаинов удалил Барича со скамейки запасных.
В сезоне 1994/95 «Айнтрахт» возглавил Хайнкес, с которым отношения у Цхададзе не сложилось. После самовольного отъезда в сборную Грузии некоторое время был отстранён от игр основного состава. В середине сезона клуб возглавил второй тренер Кербель, при котором Цхададзе снова стал твёрдым игроком основы.
В последнем сезоне в Германии играл во 2-й Бундеслиге.
25 июля 1995 года в матче Кубка Интертото против «Бордо» в игровом столкновении с Кристофом Дюгарри получил травму — разрыв крестообразных связок колена. Из-за неё почти год не играл.
В 1996 был приобретён за $250 тыс. «Аланией». В конце 1997 переехал в Англию, заключил контракт с «Манчестер Сити» по системе 1 + 2,5 года.
Несмотря на тяжелейшие травмы (в том числе перелом ноги, разрыв связок колена), преследовавшие игрока, завершил свою карьеру в 36-летнем возрасте в клубе Первого дивизиона России «Анжи» из Махачкалы.
Игрок сборных СНГ (1992) и Грузии (1991—1998). На протяжении нескольких лет являлся капитаном сборной Грузии (первый капитан в истории команды).

### Тренерская карьера
Ещё во время выступления в «Локомотиве» из Тбилиси Цхададзе пытался совмещать в себе качества игрока и тренера. После завершения игровой карьеры в 2004 году он занялся исключительно тренерской деятельностью. Возглавлял грузинские клубы «Динамо» (Тбилиси) и «Сиони» (Болниси). С обоими клубами ему удалось стать чемпионом Грузии: в сезоне 2004/05 с «Динамо», в 2005/06 с «Сиони». Вместе с завоеванием второго золота Цхададзе был признан лучшим тренером сезона.
В сентябре 2006 года за нарушение дисциплины во время матча 2-го тура чемпионата Грузии триумфатор предыдущего сезона был сначала дисквалифицирован на пять встреч, а затем по решению дисциплинарно-технического комитета Футбольной федерации Грузии и вовсе отстранён от тренерской работы до 31 мая 2007 года. До этого Цхададзе уже зарабатывал дисквалификацию на пять встреч за свою несдержанность. Кроме того эмоциональный главный тренер «Сиони» подрался с главным тренером «Баку» Беюкагой Гаджиевым в ходе матча первого отборочного раунда Лиги чемпионов 2006/07, после чего смотрел ответный поединок с трибуны.
После дисквалификации было решено оставить Цхададзе в «Сиони» на административной работе. В январе 2008 года грузинский тренер подписал контракт на полгода с азербайджанским клубом «Стандард» (Баку), он будет руководить командой во время второго круга чемпионата Азербайджана.
С 2009 года по 2014 год работал в клубе «Интер» Баку.
С марта 2015 года по март 2016 года был тренером Сборной Грузии.
В апреле 2016 года после неожиданной самоотставки Александра Бородюка, только что выигравшего в марте свой первый приз — Суперкубок Казахстана по футболу 2016, был назначен главным тренером казахстанского клуба «Кайрат». Привёл команду к серебряным медалям чемпионата 2016, к финалу Кубка страны (2016), выиграл с ней Суперкубок (2017). Но в Лиге Европы клуб дважды не пробился в групповую стадию, и в июле 2017 года Цхададзе был уволен.

## Достижения
Как игрока
Командные
«Иберия»
- Чемпион Грузии (2): 1990, 1991

«Спартак»
- Чемпион России: 1992
- Обладатель Кубка СССР: 1992

«Динамо» (Москва)
- Бронзовый призёр чемпионата России: 1992

Личные
- В списках 33-х лучших футболистов чемпионата России: № 2 (1992)
- Лучший левый защитник чемпионата России по оценкам «Спорт-Экспресс»: 1992 (ср. оценка — 5,92)

Как тренера
«Динамо» (Тбилиси)
- Чемпион Грузии: 2004/05

«Сиони» (Болниси)
- Чемпион Грузии: 2005/06

«Интер» (Баку)
- Чемпион Азербайджана: 2009/10

«Кайрат»
- Серебряный призёр чемпионата Казахстана: 2016
- Обладатель Суперкубка Казахстана: 2017

## Семья
Жена Тинико, сын Бачана (также футболист) и дочь Софико. Родной старший брат Гоча также занимался футболом, но в итоге стал рабочим — трудился на металлургическом комбинате в Рустави.